# Weezer (The Blue Album)
Weezer (The Blue Album) è il primo album dei Weezer, pubblicato il 10 maggio 1994.

## Il disco
Album di esordio della band statunitense, che li proiettò nella scena mainstream, con i suoi 3 milioni di copie vendute negli USA e la certificazione del triplo disco di platino. Da questo album vennero estratti tre singoli e altrettanti video: Buddy Holly, Undone (The Sweater Song) e Say It Ain't So. La prima canzone, My Name is Jonas, è stata inserita nella tracklist del gioco Guitar Hero III: Legends of Rock.

## Tracce
1. My Name is Jonas – 3:24
2. No One Else – 3:04
3. The World Has Turned and Left Me Here – 4:19
4. Buddy Holly – 2:39
5. Undone (The Sweater Song) – 5:05
6. Surf Wax America – 3:06
7. Say It Ain't So – 4:18
8. In the Garage – 3:55
9. Holiday – 3:24
10. Only in Dreams – 7:59

## Formazione
- Rivers Cuomo — voce, chitarra
- Brian Bell — chitarra, voce
- Matt Sharp — basso
- Patrick Wilson — batteria

## Classifiche

### Classifiche settimanali
| Classifica (1994/95)      | Posizione massima |
| ------------------------- | ----------------- |
| Austria                   | 47                |
| Belgio (Fiandre)          | 19                |
| Belgio (Vallonia)         | 40                |
| Canada                    | 10                |
| Finlandia                 | 22                |
| Germania                  | 61                |
| Norvegia                  | 35                |
| Nuova Zelanda             | 6                 |
| Paesi Bassi               | 48                |
| Regno Unito               | 23                |
| Stati Uniti               | 16                |
| Stati Uniti (heatseekers) | 1                 |
| Svezia                    | 8                 |

### Classifiche di fine anno
| Classifica (1995) | Posizione |
| ----------------- | --------- |
| Stati Uniti       | 43        |